# Meteorium amblyacis
Meteorium amblyacis là một loài Rêu trong họ Meteoriaceae. Loài này được (Müll. Hal.) Mitt. miêu tả khoa học đầu tiên năm 1882.